# Demokraterne (grønlandsk parti)
 For alternative betydninger, se Demokraterne. (Se også artikler, som begynder med Demokraterne)
Demokraterne (grønlandsk: Demokraatit) betegner sig som et liberalt og socialliberalt grønlandsk politisk parti. Dets danske søsterparti er Liberal Alliance. Partiets formand er Jens-Frederik Nielsen.
Partiet har deltaget som koalitionspartner i flere grønlandske regeringer. Ved parlamentsvalget i Grønland 2025 blev partiet for første gang det største parti i det grønlandske parlament Inatsisartut og partiets formand blev efterfølgende valgt som formand for Grønlands regering.

## Politiske synspunkter
Partiet betegner sig som liberalt og socialliberalt. Dets mærkesager er lavere skatter, mindre bureaukrati og en mindre offentlig sektor. Det ønsker også at forbedre vilkårene for iværksættere og virksomhedsejere. Dets danske søsterparti er Liberal Alliance. I spørgsmålet om grønlandsk selvstændighed ønsker partiet et selvstændigt Grønland, men mener, at landets økonomi skal forbedres markant, før en løsrivelse fra Rigsfællesskabet kan blive relevant.

## Valgresultater

### Folketinget
Ved folketingsvalget den 13. november 2007 fik partiet 4.585 stemmer, hvilket dog ikke var nok til at blive repræsenteret. Partiet indgik i august 2007 en samarbejdsaftale med Det Konservative Folkeparti i Danmark. Denne aftale blev dog opsagt igen i foråret 2010. I december 2012 indgik partiet en ny samarbejdsaftale med Det Radikale Venstre. I januar 2025 indgik det samarbejdsaftale med Liberal Alliance.

### Grønlands parlament
Partiet fik 5 mandater ud af 31 mulige ved valget til det grønlandske parlament i 2002. Ved det efterfølgende valg i 2005 gik partiet frem til 7 mandater. 
Ved Landstingsvalget 2. juni 2009 fik partiet 12,7% af stemmerne og vandt 4 af 31 mandater. Partiets landstingsgruppe bestod af Jørgen-Ole Nyboe Nielsen (kendt som "Dino"), Anda Uldum, Justus Hansen og Astrid Fleischer Rex. Et landstingsmedlem, Niels Thomsen, valgte at nedlægge sit mandat i december 2011.
Partiet indgik i juni 2009 en koalitionsaftale med partierne Inuit Ataqatigiit og Kandidatforbundet. Denne koalition udjgorde frem til Landstingsvalget i 2013 Grønlands Landsstyre (Naalakkersuisut). I perioden fra april 2011 og frem til 2013-valget havde partiet to landsstyremedlemmer: Uddannelse og Forskning (Undervisningsminister) og Boliger og infrastruktur (Bolig- og Trafikminister).
Ved Landstingsvalget 12. marts 2013 fik Demokraatit to mandater, der gik til hhv. Palle Christiansen og partiets formand Jens B. Frederiksen.
Ved Landstingsvalget 28. november 2014 gik partiet frem til 4 mandater. 
Ved Landstingsvalget 24. april 2018 gik partiet igen frem til 6 mandater. 
Ved Landstingsvalget 6. april 2021 gik partiet tilbage og fik 3 mandater. 
Ved valget 11. marts 2025 blev Demokraatit for første gang det største parti. Det gik til valg på sloganet: "Vores land. Vores valg. Vores frihed."

## Partiets historie
Partiet blev stiftet af Per Berthelsen den 28. november 2002. Per Berthelsen var kort forinden blevet ekskluderet fra partiet Siumut grundet sin modstand mod at godkende ekstrabevillinger til byggeri af en ny universitetsbygning i Nuuk. Dette krav om økonomisk ansvarlighed kom til at udgøre en del af det nye partis idégrundlag. Per Berthelsen var formand frem til 2007 hvor han ved kampvalg under en ekstraordinær generalforsamling blev efterfulgt af Jens B. Frederiksen. Per Berthelsen meldte sig herefter ud af partiet og søgte optagelse i Inuit Ataqatigiit, hvor han dog blev nægtet optagelse, hvorefter han igen blev optaget som medlem af Siumut, som kort efter udnævnte ham til landsstyremedlem for finanser (Finansminister).  
I perioden op til og efter dette kampvalg forlod, udover Per Berthelsen, tre medlemmer landstingsgruppen, som herefter bestod af Palle Christiansen, Jens B. Frederiksen og Astrid Fleischer Rex. F.eks. skrev Marie Fleischer 16. maj 2008 at hun ikke kunne forblive i den Demokratiske landsstyregruppe, idet hun fandt, at partiet var blevet for topstyret. Hun beskyldte Palle Christiansen for at have planlagt udviklingen, der førte til at partiet fik ny formand.

### Partiformænd
- 2002–2008: Per Berthelsen
- 2008–2014: Jens B. Frederiksen[12]
- 2014–2016: Anda Uldum[13]
- 2016–2018: Randi Vestergaard Evaldsen[14]
- 2018–2019: Niels Thomsen[15]
- 2019: Randi Vestergaard Evaldsen (fungerende)[16]
- 2019–2020: Nivi Olsen (fungerende)[17]
- Siden 2020: Jens Frederik Nielsen[18]